# Aporophyla chioleuca chioleuca
Aporophyla chioleuca chioleuca é uma subespécie de insetos lepidópteros, mais especificamente de traças, pertencente à família Noctuidae.
A autoridade científica da subespécie é Gottlieb August Wilhelm Herrich-Schäffer, tendo sido descrita no ano de 1850.
Trata-se de uma subespécie presente no território português.